# Стівен Чу
Стівен Чу (англ. Steven Chu; 28 лютого 1948 в Сент-Луїс, Міссурі, США) — американський фізик-експериментатор. За дослідження в області охолоджування та уловлювання атомів з використанням лазерних технологій в 1997 році нагороджений Нобелівською премією з фізики (спільно з Клодом Коеном-Таннуджі та Вільямом Філіпсом).
21 січня 2009 року президент США Барак Обама призначив Стівена Чу на посаду Міністра енергетики. До затвердження на цій посаді був професором з фізики та молекулярної біології в Берклі та директором Національної лабораторія ім. Лоуренса в Берклі. До цього був професором з фізики у Стенфордському університеті.